# Michel Duflo
Pour les articles homonymes, voir Duflo.
Michel Duflo, né le 15 août 1943 à Fontenay, fils de Jacques et de Geneviève Barot, est un mathématicien français qui travaille sur la théorie des représentations des groupes de Lie. 

## Carrière
Michel Duflo étudie à partir de 1962 à l'École normale supérieure et obtient un doctorat en 1970 sous la direction de Jacques Dixmier (titre de la thèse : Caractères des groupes et des algèbres de Lie résolubles). Il est professeur émérite à l'université Paris-Diderot à l'Institut de mathématiques de Jussieu et à l'École normale supérieure.
Il est le père de l'économiste Esther Duflo, prix Nobel d'économie en 2019.
Michel Duflo travaille sur la méthode des orbites d'Alexandre Kirillov. Il a notamment démontré, suivant une conjecture de Kirillov, l'existence d'un isomorphisme entre la sous-algèbre invariante de l'algèbre symétrique d'une algèbre de Lie et le centre de l'algèbre enveloppante universelle de l'algèbre de Lie (isomorphisme qui porte maintenant son nom),.

## Distinctions et récompenses
Duflo est chargé d'un cours Peccot en 1973-1974 (La formule de Plancherel pour les groupes de Lie résolubles exponentiels). 
En 1974, il est conférencier invité au Congrès international des mathématiciens à Vancouver avec un exposé ayant pour sujet Inversion formula and invariant differential operators on solvable Lie groups.
Duflo reçoit le prix Leconte de l'Académie des sciences en 1984. Depuis 1986, il est membre de l'Académie des sciences française.
Parmi ses doctorants figurent Laurent Clozel, Martin Andler, Yves Benoist, Charles Torossian.

## Publication
- Michel Duflo, « Opérateurs différentiels bi-invariants sur un groupe de Lie », Annales scientifiques de l'École normale supérieure. Quatrième série, vol. 10, no 2,‎ 1977, p. 265–288 (ISSN 0012-9593, MR 0444841, lire en ligne).